# Område vid Jugan
Område vid Jugan är ett naturreservat om utgör södra delen av en ås i sjön Jugan i Mora kommun i Dalarnas län.
Området är naturskyddat sedan 1961 och är 29 hektar stort. Reservatet består av ett lager av mo närmast ytan och tallar.